# Acetithermota
Phylum
Synonymes
- Ca. Acetothermia Rinke et al. 2013

Les « Candidatus Acetithermota » sont un phylum Candidatus (Ca.) du domaine Bacteria. Son nom provient de « Ca. Acetithermum » qui est le genre type de ce phylum.
Selon la LPSN (12 avril 2025) ce phylum ne contient aucune classe.

## Historique
Ce phylum est proposé en 2013 par C. Rinke et al. pour recevoir l'espèce non cultivable « Ca. Acetothermum autotrophicum », ultérieurement renommée en « Ca. Acetithermum autotrophicum ».

## Taxonomie
Proposé en 2013 sous le nom de « Candidatus Acetothermia », le nom de ce phylum est considéré comme n'ayant pas de statut nomenclatural ce qu'indiquent les guillemets. Le terme Candidatus signifie qu'il s'agit d'une bactérie non cultivable au moment de sa description. Ce nom initial est considéré comme incorrect et erroné. Une proposition de renommage « Candidatus Acetithermota » est alors effectuée et devient le nom préféré – et non pas le nom correct.

### Étymologie
L'étymologie du nom actuel de ce phylum est la suivante : A.ce.ti.ther.mo’ta. N.L. neut. n. Acetithermum, un nom de genre Candidatus ; L. neut. pl. n. suff. -ota, suffixe définissant un phylum ; N.L. neut. pl. n. Acetithermota, le phylum de Candidatus Acetithermum.